# Francisco Martínez Brau
Francisco Martínez Brau (? - † 1889) fou un propietari i polític espanyol, diputat a les Corts Espanyoles durant la restauració borbònica.

## Biografia
Durant el sexenni democràtic va militar en el bloc monàrquic liberal, amb el qual fou elegit diputat per Balaguer a les eleccions generals espanyoles d'abril de 1872. Un cop produïda la restauració borbònica fou directiu del Círculo Constitucional de Madrid i va ingressar en el Partit Conservador. Tanmateix, el 1880 el va abandonar i ingressà en el Partit Liberal Fusionista, amb el qual fou escollit novament diputat per Balaguer a les eleccions generals espanyoles de 1881 i 1886. Alhora, fou regidor i tinent d'alcalde de Madrid, i fins i tot en fou alcalde interí el novembre de 1883 fins a 1884.